# Mary Chase
Mary Chase (ur. 1907, zm. 1981) – amerykańska dramatopisarka pochodzenia irlandzkiego, laureatka Nagrody Pulitzera. 
Urodziła się 25 lutego 1907 w Denver w stanie Kolorado. Studiowała na University of Colorado. Była z zawodu dziennikarką. Od 1924 do 1931 pracowała jako reporter dla Denver Times i Rocky Mountain News. Potem działała jako wolny strzelec dla United Press International i International News Service. W 1945 została wyróżniona Nagrodą Pulitzera w kategorii dramatu za sztukę Mój przyjaciel Harvey. W 1947 otrzymała Honorary Doctorate of Letters od Uniwersytetu w Denver. Prywatnie była żoną dziennikarza Roberta Lamonta Chase’a. Miała z nim trzech synów. Zmarła na atak serca 20 października 1981 w Denver.